# Peter Pellegrini
Peter Pellegrini (Banská Bystrica, 6 oktober 1975) is een Slowaakse politicus. Van 22 maart 2018 tot 21 maart 2020 was hij de premier van Slowakije. Sinds april 2024 is hij president van Slowakije.
Tussen 2006 en 2012 was Pellegrini parlementslid in de Nationale Raad van de Slowaakse Republiek. Daarna vervulde hij verschillende politieke functies onder het premierschap van Robert Fico. Zo was hij staatssecretaris van Financiën (2012–2014), minister van Onderwijs, Wetenschap, Onderzoek en Sport (2014), voorzitter van de Nationale Raad (2014–2016) en vicepremier voor Investeringen en Informatisering (2016–2018).
Tot juni 2020 was Pellegrini lid van de sociaaldemocratische SMER-SD. Daarna richtte hij zijn eigen partij op: HLAS-SD. Sinds oktober 2023 is hij opnieuw voorzitter van de Nationale Raad.
Bij de presidentsverkiezingen van 6 april 2024, waarbij Pellegrini het opnam tegen Ivan Korčok, werd Pellegrini verkozen als de zesde Slowaakse president sinds het land in 1993 onafhankelijk werd.

## Loopbaan
Pellegrini studeerde aan de Faculteit voor Economie aan de Matej Bel Universiteit en de Technische Universiteit van Košice. Tussen 2002 en 2006 was hij werkzaam als econoom en later als adviseur van Ľubomír Vážny, een lid van de Nationale Raad voor Privatisering en Economie.

### Politieke carrière
Bij de Slowaakse parlementsverkiezingen van 2006 werd Pellegrini verkozen tot lid van de Nationale Raad voor de sociaaldemocratische SMER-SD. In 2010 en 2012 werd hij herkozen.
Tussen april 2012 en juli 2014 was hij staatssecretaris van Financiën in het tweede kabinet van premier Robert Fico, een partijgenoot. Later werd hij kort minister van Onderwijs, Wetenschap, Onderzoek en Sport. Op 25 november 2014 werd hij verkozen als voorzitter van de Nationale Raad, waar hij de opvolger werd van Pavol Paška. In 2015 werd Pellegrini benoemd tot "Digitale Kampioen" van Slowakije, een door de Europese Unie verkozen positie om de voordelen van een inclusieve digitale maatschappij te promoten. Tussen 2016 en 2018 was Pellegrini vicepremier voor Investeringen in de derde regering onder premier Fico.

#### Premier van Slowakije
Nadat premier Robert Fico op 15 maart 2018 aftrad na de moord op de journalist Ján Kuciak, werd Pellegrini binnen de SMER-partij naar voren geschoven als zijn opvolger. Hij werd door president Andrej Kiska gevraagd een nieuwe regering te vormen en aansluitend benoemd tot de nieuwe premier van Slowakije. Zijn kabinet werd enkele dagen later goedgekeurd door Kiska en door 81 leden van de Nationale Raad.
Tijdens de parlementsverkiezingen van februari 2020 fungeerde premier Pellegrini namens SMER als lijsttrekker. De partij leed echter een forse nederlaag en verloor daarbij na 14 jaar haar status van grootste partij. Pellegrini nam zitting in de oppositie van het Slowaaks parlement en werd als premier opgevolgd door Igor Matovič.

#### Nieuwe partij
Kort na de verloren verkiezingen, in juni 2020, stapte Pellegrini na een conflict met partijvoorzitter Robert Fico op als vicevoorzitter en verliet hij samen met tien anderen de fractie. Zij behielden wel hun zetels in het parlement. Kort hierna richtte Pellegrini een eigen partij op: HLAS – sociálna demokracia.
Bij vervroegde parlementsverkiezingen in september 2023 leidde Pellegrini zijn nieuwe partij naar 14,7% van de stemmen en 27 zetels. Daarmee kreeg de partij een sleutelrol in de daaropvolgende regeringsonderhandelingen. In oktober 2023 stapte HLAS samen met SMER-SD en de Slowaakse Nationale Partij in een coalitieregering, onder leiding van terugkerend premier Robert Fico. Pellegrini zelf werd benoemd tot voorzitter van de Nationale Raad, een functie die hij eerder al bekleed had tussen 2014 en 2016.

## Persoonlijk
Pellegrini heeft Italiaanse wortels. Zijn overgrootvader Leopoldo Pellegrini emigreerde naar Oostenrijk-Hongarije om mee te werken aan de aanleg van de spoorlijn tussen Levice en Zvolen. Hij ging daarna wonen in Lehôtka pod Bremi, in het district Žiar nad Hronom, nadat hij verliefd was geworden op een meisje uit de regio.